# Miss O'Gynie et les Hommes fleurs
Pour plus de détails, voir Fiche technique et Distribution.
Miss O'Gynie et les Hommes fleurs est un film belge réalisé par Samy Pavel et sorti en 1974.

## Synopsis
Pierre et Yves, homosexuels, vivent un amour douillet dans un petit village breton jusqu’à la venue d’Anne, l’ex-petite amie de Pierre, qui va essayer de les séparer…

## Fiche technique
- Titre : Miss O'Gynie et les Hommes fleurs
- Réalisateur : Samy Pavel
- Scénario : Samy Pavel d’après une histoire de Mireille Aranias
- Assistant-réalisateur : Jacques Laurent
- Musique : Gabriel Yared
- Photographie : Jean-Claude Neckelbrouck, Denis Henon
- Ingénieurs du son : André Brugmans
- Décoratrice et Costumes : Catherine Alcover
- Montage : Danae Despo-Maroulakou, Panos Papakyriakopoulos
- Pays d'origine :  Belgique
- Date de tournage : 1973
- Langue de tournage : Français
- Société de production : Groupe Bleu Films (Belgique)
- Producteur : Jacques Arnould
- Distributeur d'origine : Cinemarc
- Format : Couleur par Gevacolor — Son monophonique — 35 mm
- Genre : Comédie dramatique, homosexualité masculine au cinéma
- Durée : 102 minutes
- Date de sortie : 13 novembre 1974 en  Belgique
- Public : Adultes

## Distribution
- Niels Arestrup : Yves
- Richard Leduc : Pierre
- Martine Kelly : Anne
- Gino Da Ronch : Laurent
- Timy Pecquet : la folle du cimetière
- Maurice Potelle : Alain

## Autour du film
- Premier film de Niels Arestrup.